# Adrienne Shuler
Adrienne Shuler (Bowman, 24 aprile 1969) è un'ex cestista e allenatrice di pallacanestro statunitense, professionista nella WNBA.

## Carriera
Ha disputato una stagione con le Washington Mystics.
Dal 2002 al 2008 è stata allenatrice della Appalachian State University.